# FN Model 1910
De FN Model 1910 was een door John Browning ontworpen halfautomatisch pistool dat tussen 1910 en 1983 werd geproduceerd door het Belgische FN Herstal.

## Geschiedenis
De FN Model 1910 was ontworpen door de invloedrijke Amerikaanse wapenmaker John Browning die het patenteerde in 1909. Browning werkte destijds samen met het Belgische FN en het Amerikaanse Colt voor de productie van zijn modellen. Die laatste wilde dit type echter niet maken en dus werd het enkel in Europa gepatenteerd en geproduceerd. Het pistool werd in 1910 geïntroduceerd in twee kalibers, ook ontwikkeld door Browning: de 9 mm kort en 7,65 mm. Het magazijn bevatte respectievelijk zes en zeven patronen. Het bijzondere van dit model is dat de sluitveer rondom de loop is aangebracht. Tot dan toe hadden de meeste pistolen een sluitveer onder of boven de loop. Het wapen heeft drie veiligheden: de veiligheidspal, een greepveiligheid en een magazijnveiligheid.
Het pistool is in grote aantallen geproduceerd van 1910 tot 1954 voor de commerciële markt. Het heeft ook lange tijd dienstgedaan als politiepistool in veel Europese landen.
De FN Model 1910 werd later bekend als het vuurwapen waarmee op 28 juni 1914 de moord op Frans Ferdinand van Oostenrijk werd gepleegd in Sarajevo. Deze gebeurtenis stak het vuur aan de lont van de Eerste Wereldoorlog.
In 1922 verscheen een variant van het pistool, Model 1922 of Model 1910/22, met een langere loop, slede en kolf. Dat laatste zorgde voor ruimte voor een extra patroon. De 1910/22 was ontwikkeld voor het Koninkrijk Joegoslavië gericht op militair en politioneel gebruik. De variant werd verder gebruikt door Denemarken, Frankrijk, Griekenland, Nederland, Roemenië, Turkije en later West-Duitsland.
In 1955 werd de 1910 ook op de Amerikaanse markt gebracht door Browning Arms Company als Model 1955. Deze variant werd in Europa gemaakt en was nagenoeg identiek aan het Europese model. In 1968 staakte de import toen de VS striktere wapenwetten oplegde. Vervolgens werd vanaf 1971 de hieraan aangepaste Model 1971 geïntroduceerd. Deze had een langere loop en slede, verstelbaar vizier, vingerholtes en vergrote vingersteun.